# Projekt 123
Projekt 123 (či též třída P4) byla třída torpédových člunů sovětského námořnictva z doby studené války. Třída byla stavěna v letech 1950–1956, a to v několika variantách označených projekt 123bis, M123bis a projekt 123K. Licenční výroba probíhala v ČLR a v KLDR. Celkem bylo postaveno 336 jednotek této třídy. Během služby byla jednotlivá plavidla dále upravována. Sovětské námořnictvo je vyřadilo v polovině 70. let.

## Stavba

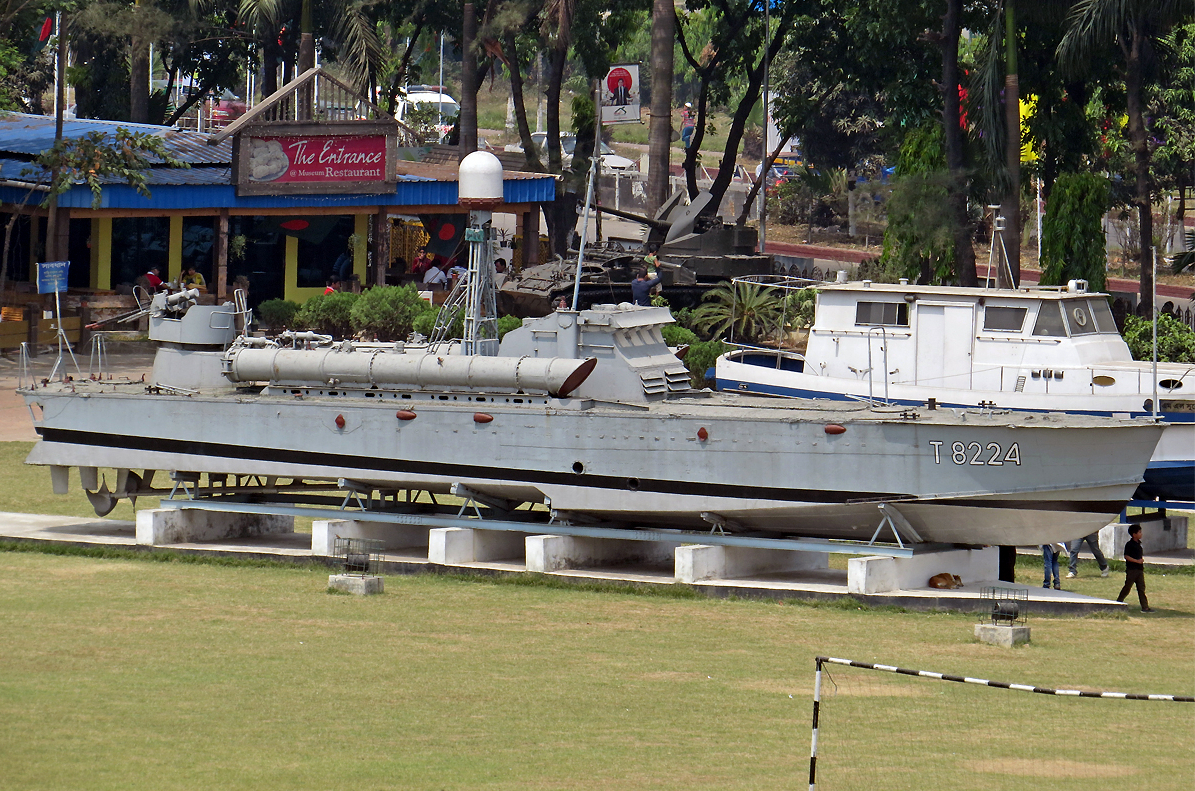
Bangladéšský člun projektu 123K v muzeum v Bijoy Sarani

Postaveno bylo 89 jednotek verze projekt 123bis, 42 jednotek verze M123bis a cca 200 kusů projektu 123K (Pejčoch uvádí pouze 285 kusů).

## Konstrukce
Výzbroj modelu projekt 183bis tvořily dva zdvojené 12,7mm kulomety 2-UK-T a dva 450mm torpédomety TTKA-45 po stranách můstku. Čluny mohly nést také šest hlubinných pum BM-1. Pohonný systém tvořily dva spalovací motory o celkovém výkonu 2400 hp, roztáčející dva lodní šrouby s pevnými lopatkami. Nejvyšší rychlost dosahovala 48,1 uzlu.

## Služba
Tři severovietnamské torpédové čluny P4 se 2. srpna 1964 staly aktéry Incidentu v Tonkinském zálivu. 

## Uživatelé
Albánie
- Albánské námořnictvo

 Bangladéš
- Bangladéšské námořnictvo

 Benin
 Bulharsko
- Bulharské námořnictvo

 Čína

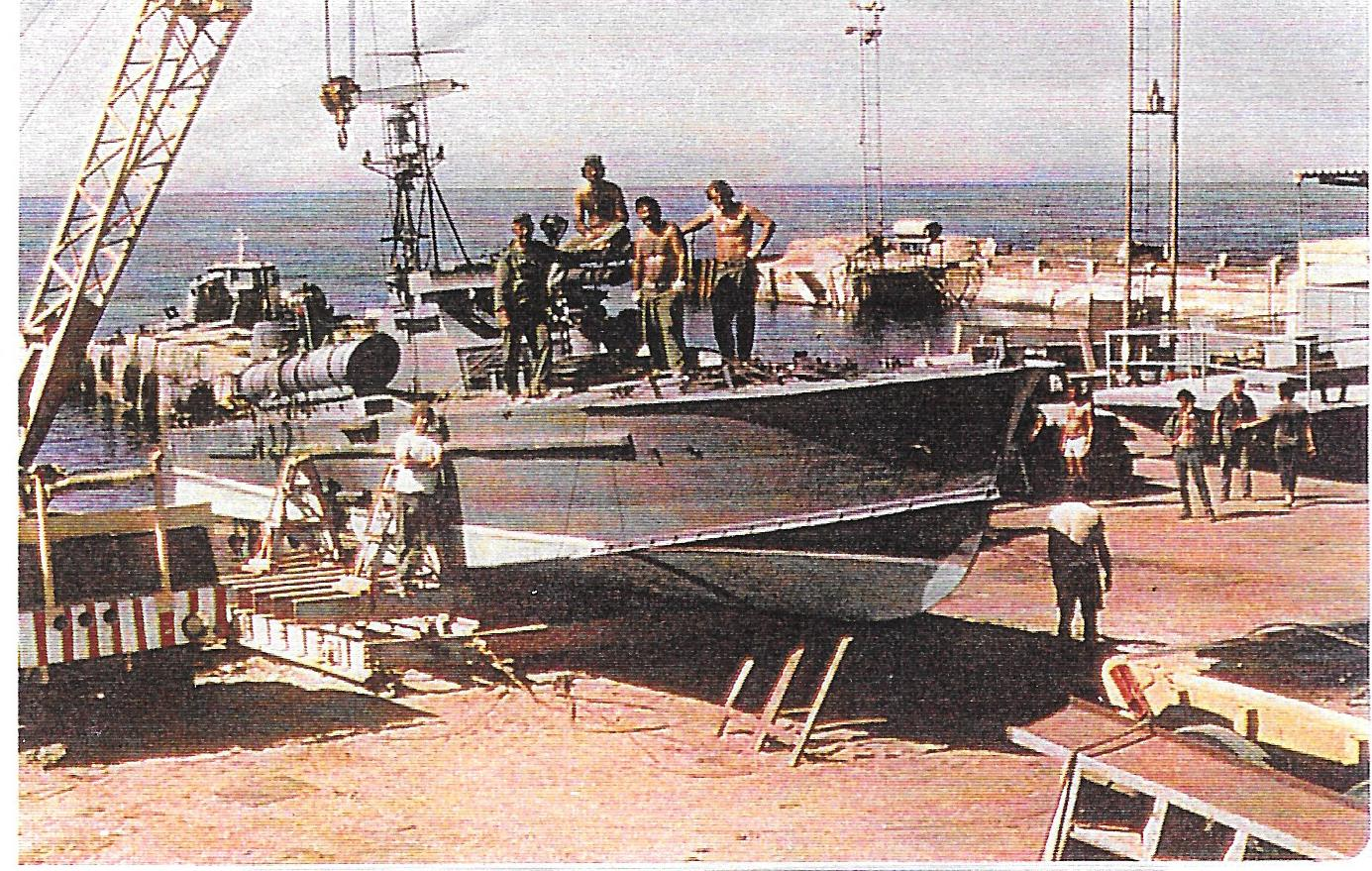
Egyptský člun ukořistěný Izraelem

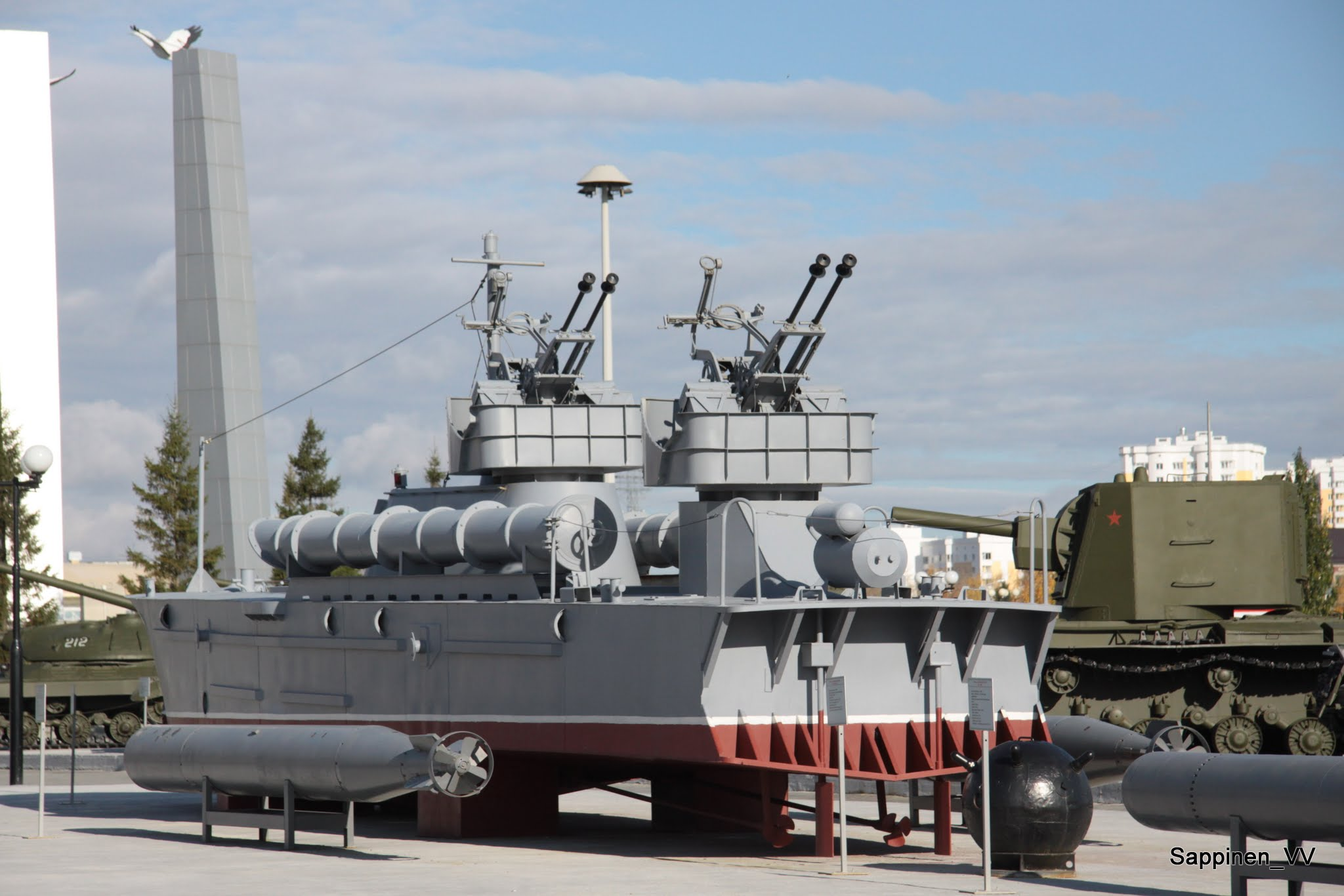
Člun vystavený v ruském Muzeu vojenské a automobilové techniky UGMK ve městě Verchňaja Pyšma

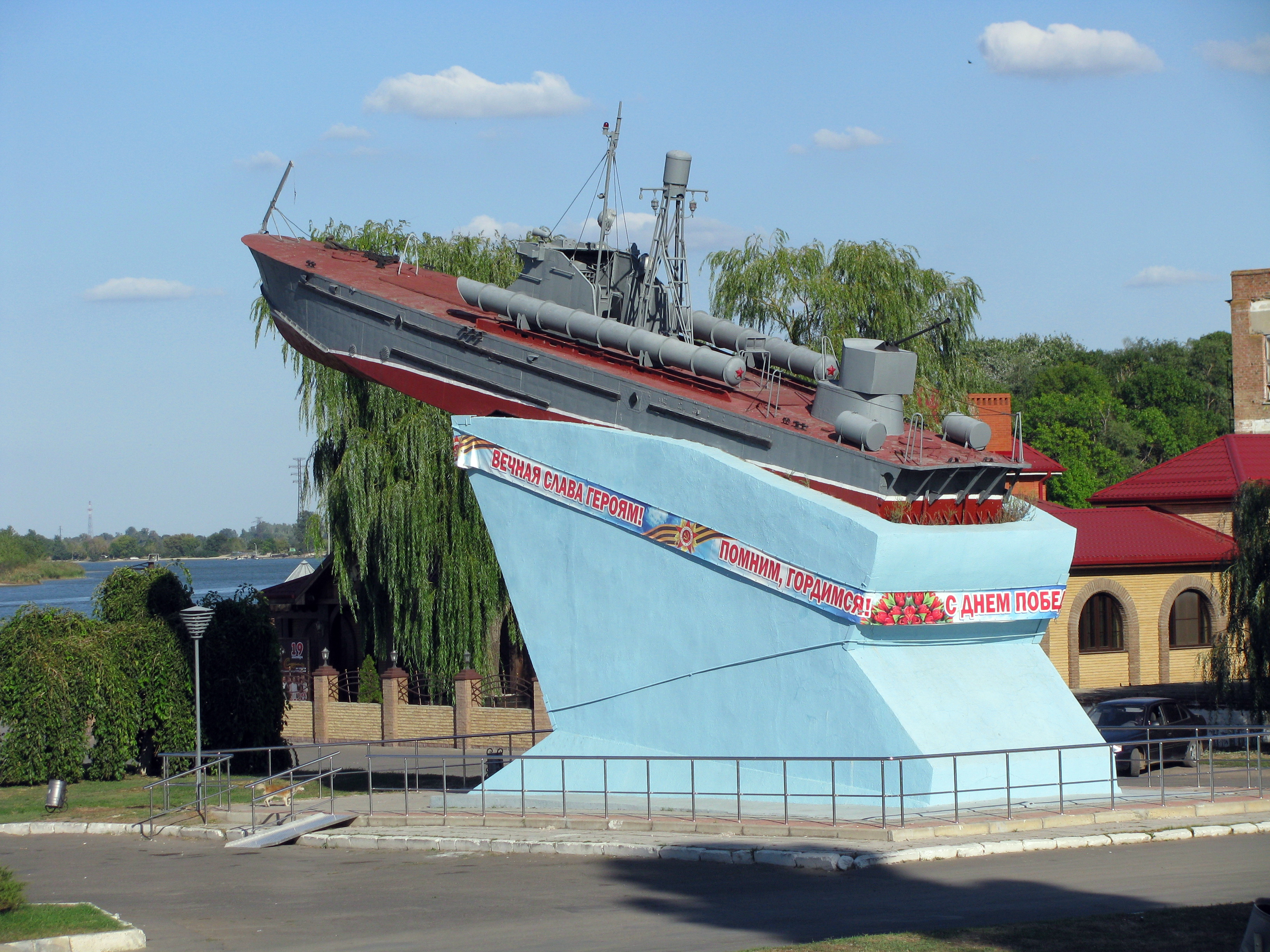
Pomník Azovské flotily v Azovu

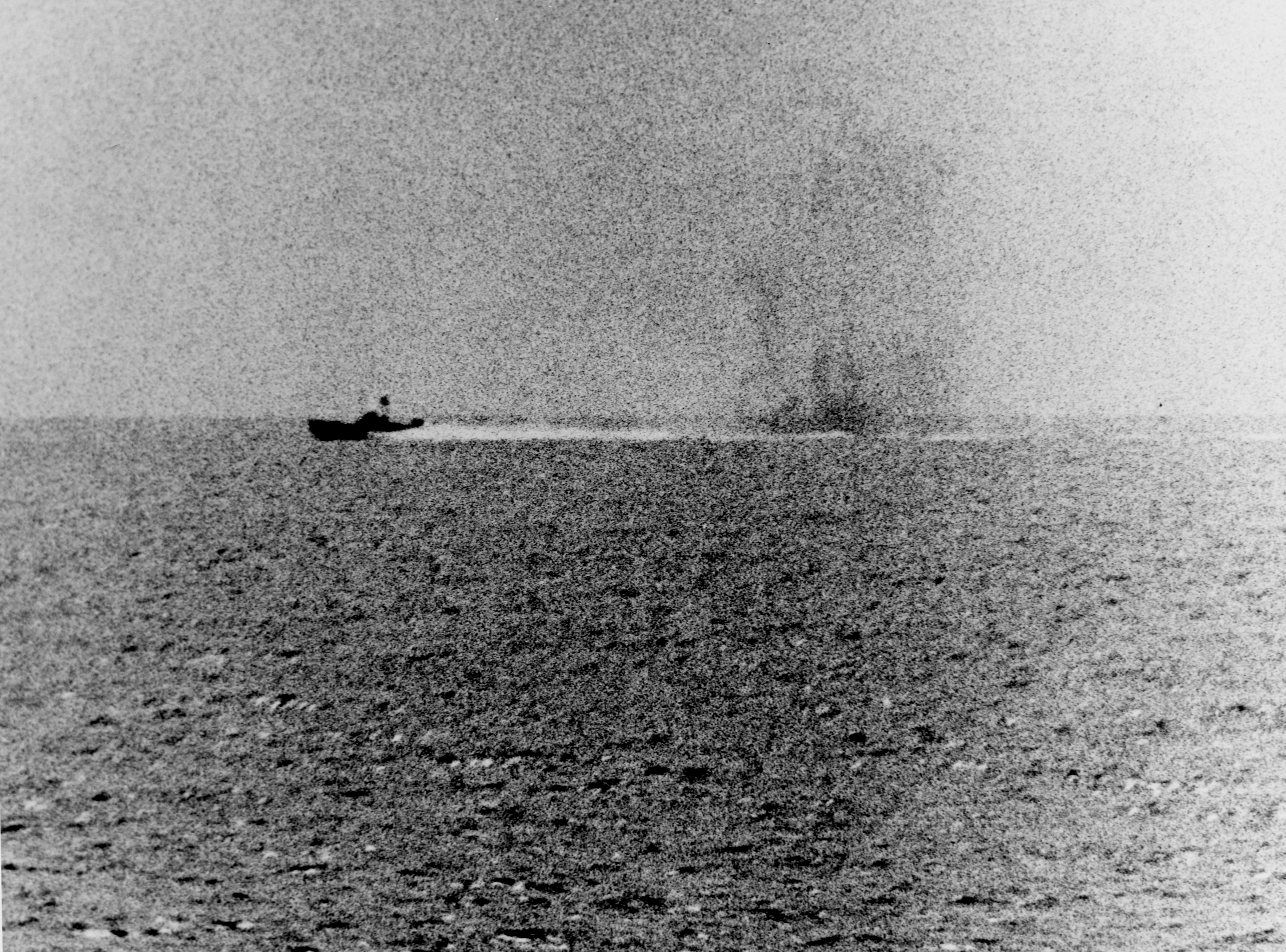
Incident v Tonkinském zálivu dne 2. srpna 1964: Severovietnamský torpédový člun plující pod palbou v amerického torpédoborce USS Maddox (DD-731)

- Námořnictvo Čínské lidové osvobozenecké armády

 Egypt
- Egyptské námořnictvo

 Irák
- Irácké námořnictvo

 Jižní Jemen
 Severní Korea
- Námořnictvo Korejské lidové armády

 Kuba
- Kubánské revoluční námořnictvo

 Kypr
- Kyperské námořnictvo

 Rumunsko
- Rumunské námořnictvo

 Severní Jemen
 Somálsko
 Sovětský svaz
- Sovětské námořnictvo

 Sýrie
- Syrské arabské námořnictvo

 Tanzanie
 Turecko
- Turecké námořnictvo

 Vietnam
- Vietnamské lidové námořnictvo

 Zair